# Vodnik (priimek)
Vodnik je priimek več znanih Slovencev:
- Ajša Vodnik, generalna direktorica AmCham Slovenija &podpredsednica AmChams in Europe
- Alenka Vodnik (*1963), umetnostna zgodovinarka, dr.
- Alojzij Vodnik (1868—1939), kamnosek in gospodarstvenik
- Anton Vodnik (1901—1965), umetnostni zgodovinar, pesnik, esejist in urednik
- Dominik Vodnik (*1967), agronom, botanik, prof. BF
- Dor(otej)a Vodnik (r. Pegam) (1898—1975), pedagoginja in prevajalka
- Ečo Vodnik (*1955), televizijski realizator, režiser, informatik
- Eva Vodnik, državna sekretarka na Ministrstvu za zdravje
- France Vodnik st. (1874—1966), rezbar, kipar, podobar, restavrator
- France Vodnik (1903—1986), pesnik, esejist, kritik in prevajalec
- France Vodnik ml. (1909—1979), biolog, ribič, pedagog
- Hugo (Simon) Vodnik (1715—1785), frančiškanski pater ...
- Janez Vodnik, podobar
- Klemen Vodnik, arhitekt
- Lovro Vodnik, kamnosek
- Marijan Vodnik (*1940), rezbar (arhitekt)
- Matija (red. i. Marcel) Vodnik, fračiškan, stric Valentina V.
- Nina Vodnik, športna gimnastičarka
- Rok Vodnik (*1970), menedžer
- Valentin Vodnik (1758—1819), frančiškan, pesnik, prevajalec, razsvetljenec, jezikoslovec, učitelj, časnikar

#### tuji nosilci
- Branko Vodnik (1879—1926), hrvaški literarni zgodovinar in kritik

## Glej še
- priimek Vodovnik
- priimek Zavodnik
- priimke Vodopivec, Vodušek, Vodišek, Vodeb, Vodlan